# 노르웨이 공주 메르타 루이세
노르웨이 공주 메르타 루이세(노르웨이어: Prinsesse Märtha Louise  av Norge, 1971년 9월 22일~)는 자신을 투시력이 있는 노르웨이인, 사업가이며 노르웨이 왕실의 일원이라고 설명하지만, 왕실의 일원이 아니며 공적인 역할도 없다. 그녀는 미국의 음모 이론가 듀렉 베렛과 결혼했다.
글뤽스부르크가의 일원인 그녀는 1971년 오슬로에서 당시 왕세자였던 하랄과 전 평민인 소냐 하랄센 사이에서 태어났다. 당시 그녀는 노르웨이 왕위에 대한 상속권이 없었다. 이는 1990년에 그녀가 현재 4위인 노르웨이 왕위 계승 순위에 포함되면서 바뀌었다. 그녀의 아버지는 1991년에 국왕이 되었다. 그녀는 대왕족의 일원이지만 왕실의 일원은 아니다.
메르타 루이세는 사업가이자 대체 치료사로 활동하고 있으며 왕실을 대신하여 공식적인 업무를 수행하지 않는다. 2007년부터 2018년까지 그녀는 노르웨이에서 일반적으로 "천사 학교"(engleskolen)로 알려진 자신의 대체 치료 센터를 운영했으며, 이 센터는 투시력과 천사와의 소통, 죽은 자와의 소통에 중점을 두었다. 그녀는 2002년부터 2017년까지 작가이자 시각 예술가인 아리 벤과 결혼했다. 2019년 5월, 그녀는 음모론자이자 스스로를 샤먼이라고 묘사하는 듀렉 베렛과의 낭만적인 관계와 직업적 협업을 공개적으로 발표했다. 그는 감옥에 갇혔으며 노르웨이 언론과 기타 비평가들로부터 사기꾼으로 묘사되었다.  베렛은 2024년 MSN 기사에서 데이비드 아이크와 알렉스 존슨과 함께 "유명한 음모론자 20인" 중 한 명으로 포함되었다.
메르타 루이세는 사생활로의 은퇴의 일환으로 2002년에 "전하"라는 칭호를 잃었다. 그녀는 투시력이 있다고 주장하고 공주로서의 헌법적 역할과 직함을 상업적으로 이용했다는 이유로 노르웨이에서 종종 비판을 받았으며, 그녀가 직함과 왕위 계승 순위에서 자리를 잃으라는 요구가 자주 있었다.  같은 이유로 그녀는 노르웨이에서 비교적 인기가 없었고, 언론과 적대적인 관계를 맺어 2024년 노르웨이 언론에 대한 전면적인 보이콧을 선언하게 되었다. 그녀는 상업적으로 대체 신념을 홍보하는 동안 "공주"라는 칭호를 사용하는 것을 고집했기 때문에 노르웨이에서 "모든 것을 가진 공주"(prinsesse Mertakk av Pose og Sekk)로 조롱을 받았다. 2019년 왕실은 그녀가 투시자로서의 사업 활동에서 더 이상 공주라는 칭호를 사용하지 않을 것이라고 발표했다. 2022년 그녀는 대체 의학에 집중하기 위해 남은 왕실 의무를 포기했다. 그녀는 "공주"라는 칭호를 계속해서 상업적으로 이용하고 상업 활동, 인터뷰 또는 기타 공공 활동에서 "공주"라는 칭호를 사용하지 않는다는 합의나 왕실과의 가족 관계를 고의로 무시했다는 비판을 받았다. 대다수의 노르웨이 국민은 그녀의 칭호 철회를 지지한다.  메르타 루이세는 베렛에 대한 비판을 두고 전 친구들이 인종차별을 한다고 비난했다. 베렛의 여동생 데미 델라누이트는 메르타 루이세가 자신을 위협하기 위해 자신의 직함을 남용했다고 비판했다. 베렛과 메르타 루이세는 결혼식 권리를 영국 타블로이드에 판매했다. 노르웨이 언론은 결혼식을 "코믹"하고 "당혹스러운" 일이라고 묘사했다. 노르웨이 언론은 하랄 5세 국왕이 메르타 루이세와 베렛의 개인적인 재정적 이득을 위해 국가적 가치와 상징을 이용하는 것을 합법화하고 지지했다고 비판했다. 2024년 11월 노르웨이 언론은 베렛이 샤머니즘 세션 중에 성폭행과 고객의 "수컷을 빨았다"고 인정한 녹음본을 공개했으며, 그녀가 모든 것을 알고 있다고 주장했다. 왕실과 베렛의 연관성은 왕실의 평판이 저하되는 데 기여한 것으로 언급되었다.  정치학자 토르발드 발란드 테르킬센은 노르웨이 왕실을 패러디로 묘사하며, 이는 노르웨이에 부끄러움의 원천이라고 말했다.